# Прерогатива
Прерогатива (лат. praerogativa од лат.  — „преимућство, првенство, право да гласа први”) искључиво је право које припада било ком државном органу или званичнику.
Израз је настао у Римском царству, у првобитном облику centuria praerogativa, што значи центурија која је имала право да прва предлаже законе. Тако се звала прворазредна центурија, која је имала жреб да гласа у скупштини, након сједињења центуријске и трибутске комиције.
Касније, у уставним монархијама, израз је почео да означава приоритетно право круне, које она ужива поред парламента. То је укључивало и прерогатив круне да сазива и распушта парламент, отвара и затвара сједницу парламента, да помилује преступнике итд.
Касније је овај израз проширен на искључива права било које власти и званичника на било коју дјелатност. У још ширем смислу, ријеч прерогатива се схвата уопште као право прече: право некога на било коју дјелатност, предност коју неко има у односу на друге.